# Nicolò Rovella
Nicolò Rovella, né le 4 décembre 2001 à Segrate en Italie, est un footballeur international italien qui évolue au poste de milieu défensif à la SS Lazio.

## Carrière

### En club
Rovella a commencé à jouer au football à l'ASD Alcione, club de Milan, avant de rejoindre le Genoa CFC à l'été 2017.

### En équipe nationale
Avec les moins de 17 ans, il participe au championnat d'Europe des moins de 17 ans en 2018. Lors de cette compétition organisée en Angleterre, il joue dans quatre matches, dont la finale. L'Italie s'y incline face aux Pays-Bas après une séance de tirs au but.
Faisant la préparation avec le groupe professionnel à l'été 2019, il intègre à plusieurs reprises le groupe professionnel.

## Style de jeu
Jouant avant tout au poste de milieu défensif en junior, il est aussi vu comme un meneur de jeu — ou Regista en italien — avec le Genoa,,. Milieu créatif, Il possède notamment une forte appétence pour les coups de pied arrêtés, exercice qu'il prend toujours en charge dans les catégories jeunes. Il cite notamment le style de jeu de Luka Modrić comme modèle,, le hasard voulant que le ballon d'or 2018 ait joué un tournoi dans sa jeunesse organisé par le club formateur de Rovella, le Genoa CFC.

## Statistiques

### Statistiques détaillées
| Saison                | Club                  | Championnat           | Championnat | Championnat | Championnat | Coupe(s) nationale(s) | Coupe(s) nationale(s) | Coupe(s) nationale(s) | Supercoupe | Supercoupe | Supercoupe | Compétition(s) continentale(s) | Compétition(s) continentale(s) | Compétition(s) continentale(s) | Compétition(s) continentale(s) | Italie | Italie | Italie | Total | Total | Total |
| Saison                | Club                  | Division              | M.          | B.          | P.d.        | M.                    | B.                    | P.d.                  | M.         | B.         | P.d.       | Comp.                          | M.                             | B.                             | P.d.                           | M.     | B.     | P.d.   | M.    | B.    | P.d.  |
| 2019-2020             | Genoa CFC             | Serie A               | 2           | 0           | 0           | 1                     | 0                     | 0                     | -          | -          | -          | -                              | -                              | -                              | -                              | -      | -      | -      | 3     | 0     | 0     |
| 2020-2021             | Genoa CFC             | Serie A               | 20          | 0           | 2           | 2                     | 0                     | 0                     | -          | -          | -          | -                              | -                              | -                              | -                              | -      | -      | -      | 22    | 0     | 2     |
| 2021-2022             | Genoa CFC (prêt)      | Serie A               | 21          | 0           | 3           | 1                     | 0                     | 1                     | -          | -          | -          | -                              | -                              | -                              | -                              | -      | -      | -      | 22    | 0     | 4     |
| Sous-total            | Sous-total            | Sous-total            | 43          | 0           | 5           | 4                     | 0                     | 1                     | -          | -          | -          | -                              | -                              | -                              | -                              | -      | -      | -      | 47    | 0     | 6     |
| 2022-2023             | Juventus FC           | Serie A               | 3           | 0           | 0           | -                     | -                     | -                     | -          | -          | -          | C1                             | -                              | -                              | -                              | -      | -      | -      | 3     | 0     | 0     |
| 2022-2023             | AC Monza (prêt)       | Serie A               | 25          | 1           | 2           | 2                     | 0                     | 0                     | -          | -          | -          | -                              | -                              | -                              | -                              | -      | -      | -      | 27    | 1     | 2     |
| 2023-2024             | Lazio Rome            | Serie A               | 23          | 0           | 1           | 3                     | 0                     | 0                     | 1          | 0          | 0          | C1                             | 3                              | 0                              | 0                              | -      | -      | -      | 30    | 0     | 1     |
| 2024-2025             | Lazio Rome            | Serie A               | 33          | 0           | 3           | 2                     | 0                     | 0                     | -          | -          | -          | C3                             | 9                              | 0                              | 1                              | 4      | 0      | 0      | 48    | 0     | 4     |
| Sous-total            | Sous-total            | Sous-total            | 56          | 0           | 4           | 5                     | 0                     | 0                     | 1          | 0          | 0          | -                              | 12                             | 0                              | 1                              | 4      | 0      | 0      | 78    | 0     | 5     |
| Total sur la carrière | Total sur la carrière | Total sur la carrière | 127         | 1           | 13          | 11                    | 0                     | 1                     | 1          | 0          | 0          | -                              | 12                             | 0                              | 1                              | 4      | 0      | 0      | 155   | 1     | 15    |

## Palmarès
- Finaliste du championnat d'Europe des moins de 17 ans en 2018 avec l'équipe d'Italie des moins de 17 ans.